# Zenobie

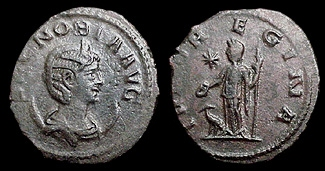
Zenobia na minci jako římská císařovna

Septimia Zenobia, počeštěně Zenobie (kolem 240, Palmýra – po 274, Řím), byla v letech 267/268–272 královna syrské Palmýry a v roce 272 společně se svým synem Vaballathem vzdorocísařovna římského císaře Aureliana (270–275). Vládu nad Palmýrou převzala po zavraždění svého manžela Odenata, který si na východě římské říše vybudoval za Galliena vlastní mocenskou základnu. Její jméno znělo v palmýrštině Bat-Zabbai, tedy dcera Zabbova, respektive polatinštěle Zenobiova.

## Život
Zenobie byla patrně dcerou Palmýřana Iulia Aurelia Zenobia, jehož rodina získala římské občanství zhruba za Marka Aurelia nebo za Commoda. Někdy v padesátých letech se jako velmi mladá provdala za exarchu palmýrského Septimia Odaenatha, faktického vládce pouštního města. Stala se v pořadí jeho druhou manželkou (jméno první, s níž měl syna Hairana, není známo). Poněvadž Odaenathův vliv na římském východě po roce 260 nesmírně vzrostl a jeho výjimečné postavení potvrdil i císař Gallienus, stoupla i vážnost Zenobiina – vzestup navenek podtrhlo přijetí královského titulu Odaenathem kolem roku 263.
Po Odaenathově zavraždění koncem roku 267 vládla Zenobie jako poručnice svého nezletilého syna Vaballatha v Palmýře sama. Jádrem její domény byla provincie Sýrie, s určitými přesahy do Malé Asie a severní Mezopotámie. Oficiálně uznávala stejně jako Odaenathus svrchovanost císaře v Římě, ve skutečnosti však usilovala rozšířit svůj vliv do Arábie a Egypta. V obou případech se jí to po vojenských operacích roku 270 podařilo. Současně byla zahájena expanze na západ, do nitra Malé Asie.
Nový císař Aurelianus, který nastoupil na trůn po smrti císařů Galliena a Claudia II., nemohl samostatné vojenské podniky Palmýry natrvalo tolerovat. Zpočátku měl sice svázané ruce naléhavými úkoly na západě, ale jakmile to okolnosti dovolily, zahájil výpravu do Sýrie. Zenobie na to reagovala tím, že svého syna dala roku 272 prohlásit za císaře a sebe za císařovnu (Vaballathus měl již z dřívějška titul imperator).
Oproti své soupeřce měl Aurelianus výhodu, že velel legiím zoceleným v boji s barbary, které ho jako vojevůdce uznávaly. Zenobii proto ve dvou bitvách – u Antiochie a Emesy – snadno porazil a v srpnu 272 vstoupil do Palmýry. Královna se pokusila o útěk, byla ale zajata, souzena v Emese a nakonec vedena v triumfálním průvodu. Podle většiny antických autorů strávila zbytek života ve vile nedaleko Tivoli – mínění, k němuž se přiklání i současná historiografie. Kronikář Zosimos nicméně tvrdí, že při cestě do Říma odmítala potravu a zemřela hlady.

## Odkaz
Osudy ženy, která se postavila Římu, inspirovaly představivost řady pozdějších spisovatelů, dramatiků a filmových tvůrců. K prvním patřil už Geoffrey Chaucer ve 14. století, respektive jeho dílo Povídky canterburské. Od 19. století měly na Zenobiinu popularitu vliv i majestátní ruiny Palmýry, které začaly být stále častěji navštěvovány Evropany. V roce 1959 natočil Guido Brignone historický film Ve znamení Říma (Nel segno di Roma) s Anitou Ekbergovou v hlavní roli.